# Adolf Streer von Streeruwitz

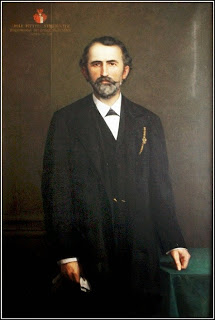
Adolf Streer von Streeruwitz, Ölgemälde (1880)

Georg Adolf Streer Ritter von Streeruwitz (* 13. Oktober 1828 in Mies, Königreich Böhmen; † 25. Februar 1890 ebenda) war ein böhmischer bzw. österreichischer Kommunalpolitiker und Parlamentarier.

## Leben
Georg Adolf Streer von Streeruwitz entstammt dem böhmischen Rittergeschlecht Streer von Streeruwitz. Der Sohn des Mieser Postmeisters Anton Streer von Streeruwitz († 1853) erhielt Privatunterricht und besuchte danach das Prager Straka-Konvikt. Anschließend studierte er bis 1848 an der Karl-Ferdinands-Universität Rechtswissenschaften. Danach wirkte er in seiner Heimatstadt Mies zunächst als Postverweser und nach dem Tode seines Vaters als Postmeister. 1862 gehörte Streer zu den Mitbegründern des Vereins für Geschichte der Deutschen in Böhmen.
1864 wurde Adolf Streer zum Bürgermeister von Mies gewählt, dieses Amt übte er bis zu seinem Tode aus.
Während seiner Amtszeit wurde die Stadt Mies 1870 zur Sitzgemeinde eines staatlichen Real- und Höheren Gymnasiums bestimmt; maßgebliche Unterstützung erhielt Streer dabei durch den Unternehmer Anton Schobloch. Der Bau erfolgte auf Rechnung des böhmischen Studienfonds.

## Parlamentarier

### Böhmischer Landtag
Streer engagierte sich seit den 1860er Jahren auch landespolitisch. 1863 wurde er als Vertreter der westböhmischen Stadtgemeinden Plan – Tachau – Mies – Unter Sandau in den Böhmischen Landtag gewählt. Bei den Landtagswahlen vom Jänner und März 1867 konnte Streer sein Mandat verteidigen. Bei der Wahl von 1870 trat er erfolgreich als Vertreter der Landgemeinden der Gerichtsbezirke Pilsen – Tuschkau – Mies – Staab an und wurde zwei Jahre später wiedergewählt. Bei der Landtagswahl 1878 konnte sich Streer als Vertreter des neuen Wahlbezirks Mies – Tuschkau  – Staab durchsetzen. In den Jahren 1883 und 1889 verteidigte er erneut sein Mandat. Streer blieb bis zu seinem Tode Mitglied des Böhmischen Landtages; im Mai 1890 rückte Vinzenz Hofmann für ihn nach.

### Reichsrat
Im Jahre 1867 wurde Streer durch den Landtag als Vertreter der Städte und Industrialorte in das Abgeordnetenhaus des Reichsrates entsandt. Mit dem Ende der II. Legislaturperiode schied er am 21. Mai 1870 aus. Nach der Neuwahl des Landtages wurde Streer am 7. Mai 1872 erneut bis zum Ende der IV. Legislaturperiode in das Abgeordnetenhaus delegiert.
Bei der ersten Direktwahl zum Abgeordnetenhaus konnte sich Streer 1873 im Wahlbezirk 28 – Landgemeinden der Gerichtsbezirke Mies, Tuschkau, Staab, Bischofteinitz, Hostau, Ronsperg, Pfraumberg, Taus und Neugedein – erfolgreich gegen seinen klerikalen Gegenkandidaten Karl Graf Schönborn durchsetzen. Auch in der VI. Legislaturperiode vertrat Streer von 1879 bis 1885 den Wahlbezirk 28 – Landgemeinden Mies etc.
In seiner ersten Legislaturperiode schloss sich Streer 1867 zunächst dem Herbst-Kaiserfeldschen Klub an. Nach dessen Auflösung wurde er im November 1867 Mitglied des Klubs der Liberalen und wechselte im Oktober 1868 in den Klub der Linken. Nach seiner erneuten Delegation ins Abgeordnetenhaus trat Streer im Mai 1872 dem Klub der Verfassungspartei bei und wechselte 1873 erneut zum Klub der Linken. Ab Februar 1878 war Streer fraktionslos; ab 1879 gehörte er dem Klub der Liberalen und ab November 1881 den Vereinigten Linken an.

## Familie
Im Jahre 1855 heiratete Streer Anna Czerny. Aus der Ehe gingen vier Söhne – darunter der Politiker Ernst Streeruwitz – und zwei Töchter hervor. Seine Tochter Zdenka war mit dem Parlamentarier Viktor Michl verheiratet.